# Chiesa di San Giorgio (Preshute)
La chiesa di San Giorgio (in inglese Church of St George) è la parrocchiale anglicana che si trova nel villaggio e parrocchia civile di Preshute nella contea del Wiltshire, Sud Ovest dell'Inghilterra. Il luogo di culto risale all'XI secolo, rientra nella diocesi di Salisbury ed è considerato dall'English Heritage un monumento classificato di seconda categoria per il suo particolare interesse storico e architettonico.

## Storia

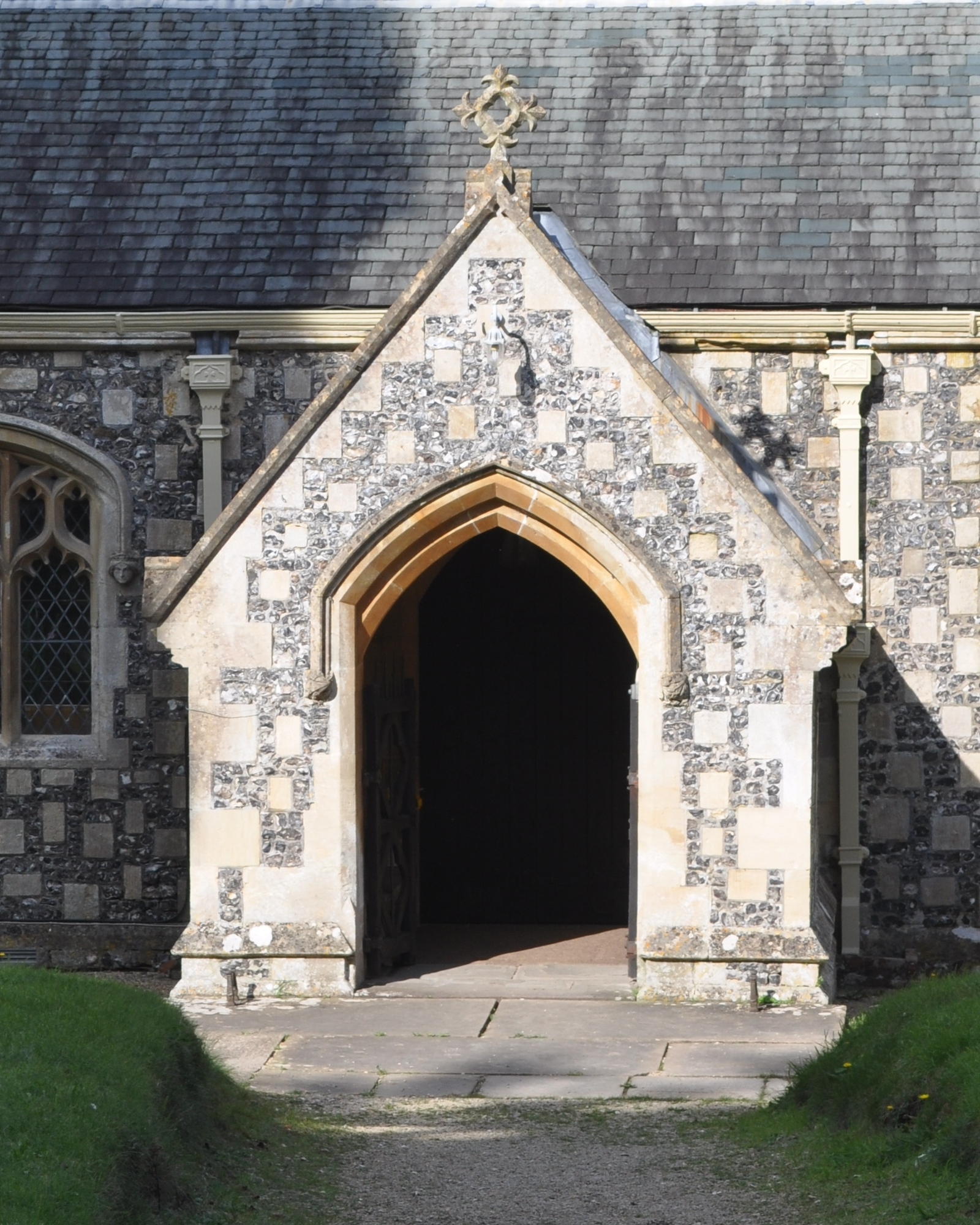
Portale di accesso alla chiesa

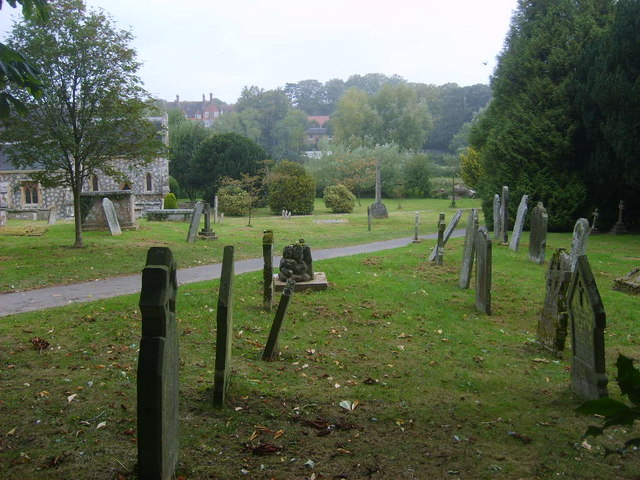
Cimitero accanto alla chiesa

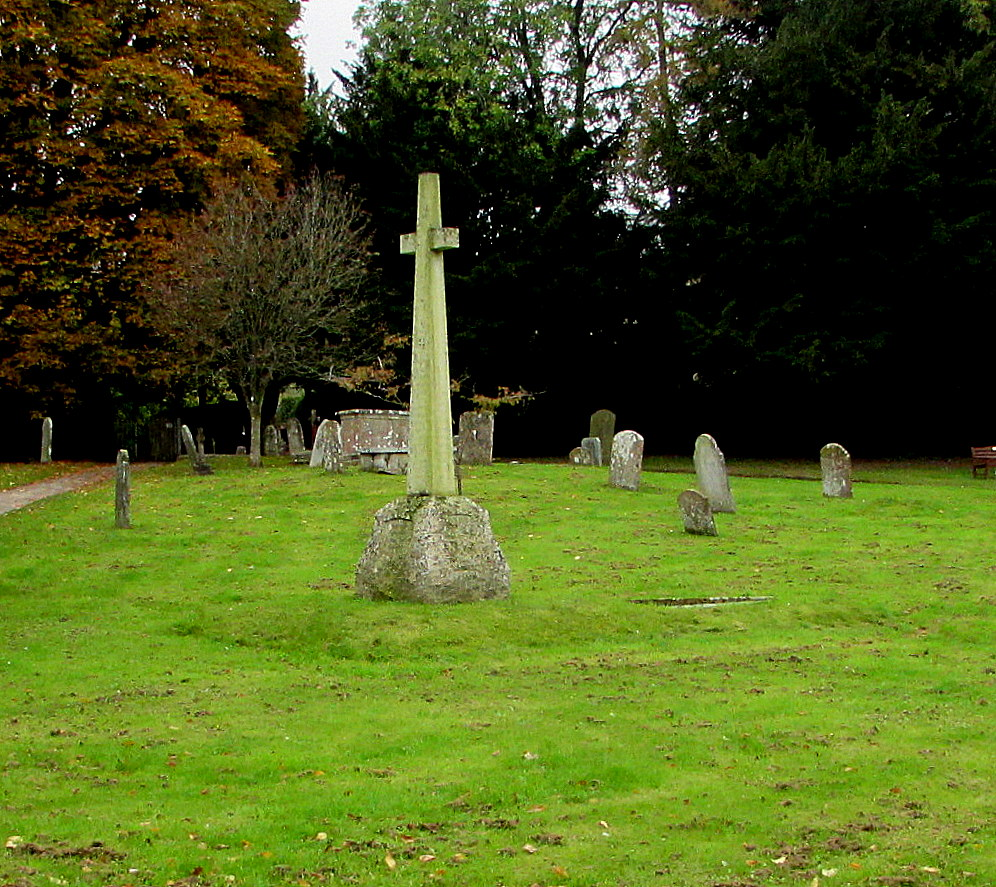
Memoriale di guerra a Preshute, nel cimitero della chiesa

La chiesa parrocchiale anglicana di San Giorgio a Preshute è citata nel Domesday Book e nel 1091 l'avvocatura fu probabilmente data da William Beaufay, vescovo di East Anglia al capitolo della vecchia Sarum.
L'evoluzione della parrocchia di Preshute è complessa, poiché comprendeva terreni nella parte orientale di Marlborough. Quella zona era servita da una cappella dedicata a San Martino, costruita intorno alla metà del XIII secolo. Questa cappella è stata demolita da tempo, ma una sua pietra decorativa scolpita fu collocata nel portico della chiesa di San Giorgio nel 1950. Le entrate della parrocchia furono utilizzate per dotare la prebenda di Blewbury e Marlborough. La prebenda fu sciolta tra il 1142 e il 1184 da Jocelin de Bohun, vescovo di Salisbury, che usò le sue dotazioni per aumentare il fondo comune del capitolo di Salisbury. All'inizio del XIII secolo venne ricostituita e le sue dotazioni originali ripristinate. Ricevette la dedicazione a San Giorgio entro il 1232. Nel XIX secolo fu oggetto di una ricostruzione che ne modificò l'aspetto da Thomas Henry Wyatt, architetto nato in Irlanda, allievo di Philip Hardwick. Wyatt divenne geometra distrettuale di Hackney nel 1832 e dal 1838 al 1851 sviluppò una proficua collaborazione con David Brandon. Wyatt fu architetto onorario della Salisbury Diocesan Church Building Society, che gli portò numerose commissioni, tra cui la costruzione o la ricostruzione di almeno 16 chiese nel Wiltshire e il restauro di circa altre 30. La parte della parrocchia in cui si trova la chiesa fu assorbita da Marlborough nel 1934.

## Descrizione
L'English Heritage ha inserito dal 18 luglio 1949 la chiesa di San Giorgio a Preshute tra gli edifici storici come monumento classificato di seconda categoria col numero 1243100. La chiesa appartiene alla diocesi di Salisbury.

### Esterni
La chiesa parrocchiale di San Giorgio si trova nell'abitato del villaggio di Preshute nella contea del Wiltshire, nel Sud Ovest dell'Inghilterra. 
La chiesa ha una torre in stile gotico inglese, del XV secolo, ma il resto dell'esterno risale al restauro e alla ricostruzione del 1854 da parte di Thomas Henry Wyatt. La struttura si presenta in pietra bugnata gialla e selce rigata. La pianta presenta la torre a ovest, il presbiterio con sagrestia a nord, la navata centrale a quattro campate, la navata laterale sud con portico, e nell'insieme conserva l'impianto medievale. La torre è bassa e tozza, a tre piani. Ha contrafforti diagonali e una piccola torretta poligonale a scala a sud, che si eleva solo fino al secondo piano. La cella campanaria ha tre aperture con semplici trafori di Perp. I merli della copertura presentano una modanatura continua, una forma tipica del XV secolo. In alto, sulla facciata sud della torre, si trova una meridiana, forse del XVIII secolo, con numeri romani. A ovest, una finestra a quattro luci. Il portale occidentale è a quattro fornici, con pennacchi decorati sotto un'etichetta quadrata. Nel muro sono presenti due scudi medievali in pietra, uno con un Agnus Dei, l'altro con iniziali e una rosa. Vi sono alcune mensole a testa di cavallo del XIV secolo. Il resto dell'esterno risale al 1854. La navata è bassa, il presbiterio inferiore e navata laterale sud addossata. Non è presente il cleristorio. A sud il portico è ampio, con traforo che è variato deliberatamente per dare l'impressione di una chiesa medievale. La finestra orientale è reticolata e risale al XIV secolo, con aperture a lancetta trilobate in stile XIII secolo sul lato sud del presbiterio. I tetti sono in ardesia. La chiesa sorge su prati lontani dal villaggio, sulla riva sud del fiume Kennett. L'ampio cimitero ospita numerose tombe e lapidi del XVIII secolo.

### Interni
Incastonati nel muro del portico si trovano il lato di un fonte battesimale quadrato con arcate cieche e un fregio a losanga e una vasca quadrilobata proveniente da una acquasantiera. Le pareti interne della chiesa sono rivestite di bugnato. I pilastri circolari del porticato a quattro campate della navata sono di epoca normanna (XII secolo), con capitelli a tromba smerlati e abachi ottagonali. Il capitello orientale presenta un capitello più elaborato, con un grazioso motivo a foglie che corrono sopra le smerlature e, al di sotto, una foglia verticale a ogni intervallo delle smerlature. Gli archi del porticato sono dell'archietto Wyatt. Anche l'arco del presbiterio normanno fu sostituito nel 1854 da un arco modanato a due centri. La base della torre funge da cantoria per l'organo. Il tetto della navata è a travi traforate, con tiranti rinforzati da archi e archi traforati aperti nella parte superiore. Il fonte battesimale è del XII secolo, in marmo nero di Tournai. È una vasca rotonda con modanature massicce, su un breve piede circolare. Era presente nella chiesa intorno al 1600 e si ritiene sia stato portato dalla cappella di San Nicola del Castello di Marlborough dopo il 1417. La balaustra dell'altare è in ferro battuto e ottone e, ai lati dell'altare, si conservano tavole dei Comandamenti dipinte, in stile della metà del XIX secolo. Il pulpito è presumibilmente opera di Wyatt, in quercia, rivestito a pannelli, con la figura di un santo in piedi all'angolo. Il pavimento del presbiterio presenta ricche piastrelle a encausto. La navata, lastricata in pietra, presenta semplici panche vittoriane con porte basse. Sempre nella navata vi sono diverse decorazioni a volute forse della fine del XVII o XVIII secolo, e una targa del XVII secolo con caratteri gotici dipinti che commemora i lasciti di John Colman, morto nel 1600. Le vetrate sono diverse. Quella orientale ha colori vivaci. La prima vetrata da est della navata nord e il monumento commemorativo di Bleeck sono opera di Bell & Sons di Bristol. La terza vetrata da est, il monumento commemorativo di Hussey, è del 1916 circa, stilisticamente attribuita a Percy Bacon Brothers. All'estremità orientale della navata sud si trova una lastra in ottone raffigurante John Bailey, morto nel 1518, con la moglie che indossa un copricapo Tudor a timpano. Vi è una raffinata targa ovale barocca dedicata a Jeffery Daniell, morto nel 1681 e a suo figlio, morto nel 1697.